# Semaine du ruban rouge
Ne doit pas être confondu avec le ruban rouge, symbole de la lutte contre le VIH.
La Semaine du ruban rouge (ou Red Ribbon Week en anglais) est une campagne de sensibilisation à la prévention de l’alcool, du tabac et autres drogues ainsi qu'à la violence, qui se tient chaque année en octobre aux États-Unis. Elle est initiée en hommage à l'agent spécial Enrique Camerena de la Drug Enforcement Administration (DEA), décédé en 1985. Selon la DEA, la Semaine du ruban rouge est le programme de sensibilisation et de prévention des drogues le plus important et le plus ancien du pays.

## Histoire
La Semaine du ruban rouge fait suite à l'enlèvement, la torture, le harcèlement et le meurtre de l'agent de la DEA Enrique « Kiki » Camarena en 1985. Camarena travaillait sous couverture pour la ville de Guadalajara, au Mexique, depuis plus de quatre ans. Ses efforts ont permis de recueillir une information qui a conduit à la découverte d'une opération de fabrication de marijuana d'une valeur de plusieurs millions de dollars à Chihuahua. Des politiciens corrompus travaillant pour des trafiquants de drogue enlèvent alors Camarena et son pilote, le capitaine Alfredo Zavala-Avelar (emmenés séparément le même jour).
Rapidement, des représentants de la Police judiciaire fédérale du Mexique (PJF) présentent une note aux agents de la DEA affirmant que Camarena avait été enlevés par erreur par un homme et ses trois fils. La PJF informe les agents qu'un raid au ranch à Angostura aurait lieu le lendemain matin et les invite à venir. Cependant, la PJF effectue une descente dans le ranch avant l'arrivée des agents de la DEA. Au cours du raid, ils abattent cinq personnes. Peu de temps après, un passant découvre les corps de Camarena et de Zavala-Avelar au bord de la route, non loin du ranch.
L'enquête de la DEA a révélé que Camarena avait été torturé avant d'être assassiné. Les enregistrements audio des tortures ont montré que les médecins ont en fait maintenu Camarena en vie afin de poursuivre l'interrogatoire. Les preuves recueillies ont révélé que Camarena et Zavala-Avelar ont été initialement enterrés dans un autre endroit, puis déplacés vers le ranch où ils ont été retrouvés. Les événements qui ont suivi la disparition de Camarena sont relatés dans les médias américains, exposant le monde du trafic de drogue, y compris jusqu'où les trafiquants de drogue sont capables d'aller pour maintenir le pouvoir et le contrôle.

### Notoriété nationale
Après que les hommes ont été retrouvés assassinés, les citoyens de Calexico, la ville natale de CamarenaCalexico, ont arboré des rubans rouges en son honneur. Le ruban rouge devient leur symbole de prévention afin de réduire la demande de drogues illégales. Le membre du Congrès californien Duncan Hunter et le professeur David Dhillon lancent les « Camarena Clubs » dans les lycées californiens. En 1986, les membres du club présentent une proclamation à Nancy Reagan, première dame des États-Unis, qui avait lancé des programmes nationaux de lutte contre la drogue. L'année suivante, les associations de parents d'élèves de Californie, de l'Illinois et de Virginie portent les rubans rouges fin octobre et novembre. En 1988, la première Semaine nationale du ruban rouge a été organisée par le National Family Partnership (NFP), proclamé par le Congrès américain et présidé par Nancy Reagan.
Henry Lozano, assistant adjoint du président et directeur du USA Freedom Corps en 2007-2008, contribue au lancement de la Semaine du ruban rouge en 1985. Cette année là, Lozano, en collaboration avec le conseil d'administration de la Californian's for Drug-Free Youth, créé la première campagne du ruban rouge à l'échelle de l'État en mémoire de son ami de lycée, Enrique « Kiki » Camarena, un agent spécial de la Drug Enforcement Administration. Avec le soutien du membre du Congrès Duncan Hunter et du conseiller municipal David Dhillo, Lozano contribue à promouvoir les « Camarena Clubs » à Imperial Valley, en Californie, la maison de Camarena. De ces clubs est née la campagne de la Semaine du ruban rouge, qui, sous l'administration du président Ronald Reagan, s'est transformée en un effort de service à l'échelle nationale .

## Programme d'écusson de la semaine du ruban rouge de la DEA
Le programme d'écusson d la semaine du ruban rouge est une initiative de la Drug Enforcement Administration conçu pour offrir aux membres des Boy Scouts et des Girl Scouts la possibilité de gagner un écusson spécial en promouvant et en participant à des activités antidrogue connexes célébrées pendant la Semaine du ruban rouge. Le programme est une initiative promotionnelle qui n'a eu lieu qu'en 2018 et promettant une série limitée de 15 000 écussons aux recruteurs qualifiés. Selon la DEA, l'objectif de ce programme est de « permettre aux jeunes de s'engager dans une mission contre la drogue et de renforcer leurs convictions antidrogue ».